# Target – Die Zone ewiger Jugend
Target – Die Zone ewiger Jugend (Originaltitel: russisch Мишень Mischen, englische Transkription Mishen) ist ein russisches Filmdrama des Regisseurs Alexander Seldowitsch aus dem Jahr 2011.
Der Film enthält Science-Fiction-Elemente und thematisiert den Traum von der ewigen Jugend. Philosophische Diskurse sind in die Handlung integriert.
Die Produktion wurde im Jahre 2011 im Rahmen der Berlinale aufgeführt.

## Handlung
Der Film spielt in einem futuristischen Russland. Die Ehe des Ministers für natürliche Ressourcen Wiktor, der sich selbst als Zar der Berge tituliert, und seiner Frau Soja hat an Leidenschaft eingebüßt. Deren Bruder Mitja ist ein erfolgreicher Fernsehmoderator.
Gemeinsam mit dem Polizisten und Pferdejockey Nikolaj machen sie sich auf den Weg zu einem verlassenen astrophysikalischen Komplex in der asiatischen Steppe.
In dem abgelegenen Ort namens Städtische Siedlung des Typs B treffen sie auf Taja und Anna, begeben sich in die Forschungsanlage und erlangen den Zustand der ewigen Jugend.
Die Protagonisten erleben im weiteren Verlauf eine zunehmende Verrohung ihrer Charaktere. Wiktor versucht vergeblich, die Beziehung zu seiner Frau Soja neu zu beleben, projiziert seine Emotionen stattdessen auf Taja und
erlebt einen persönlichen Wandel bis hin zu Gewalt, Machtmissbrauch und Alkohol. Soja fühlt sich zu Nikolaj hingezogen. Sie begleitet ihn bei einem Polizeieinsatz. Beide schlittern in eine Spirale aus Gewalt und Leidenschaft.
Mitjas Fernsehmoderationen werden zunehmend provokanter. Nachdem er Kandidaten sein eigenes Blut trinken lässt, verliert er seinen Job.
Taja hat ihren Alterungsprozess schon 30 Jahre zuvor gestoppt und trifft ihren ehemaligen Lebensgefährten wieder.

## Szenische Details
Mehrfach kommen Brillen zum Einsatz, mit deren Hilfe Gut und Böse unterscheidbar sein sollen. Eine rote Perspektive ist positiv, eine blaue dagegen negativ – nach welchen Kriterien diese Einteilung erfolgt, wird nicht näher thematisiert.

## Kritik
Der Fernsehsender 3sat kommentierte: „In Target – Die Zone ewiger Jugend zeichnet Alexander Seldowitsch das Bild einer scheinbar idealen Zukunft. In der Dekonstruktion dieser Illusion zeigt er auch den Preis dafür: eine radikale Konsum- und Kontrollgesellschaft mit faschistischen Zügen.“

## Auszeichnungen (Auswahl)
Die Produktion wurde mehrfach international nominiert und gewann im Jahr 2012 den russischen Filmpreis Nika für die beste Musik.